# Split Multi-Link Trunking
Split Multi-Link Trunking (SMLT) ist eine von der Firma Nortel Networks im Jahr 2001 eingeführte Erweiterung des in der Norm IEEE 802.3ad beschriebenen Multi-Link-Trunking-Protokolls (MLT) in Rechnernetzen. Die Erweiterung wurde von Nortel der IEEE zur Ergänzung in der Norm IEEE 802 vorgeschlagen.
Die Link Aggregation oder das Multi-Link Trunking haben den Vorteil, dass sie mehrere physikalische Verbindungen in einem Computernetzwerk zwischen zwei Netzwerk-Switches und deren Gegenstellen zulassen und als eine logische Verbindung behandeln. Damit ermöglichen sie die Verteilung der Netzwerklast zwischen den verfügbaren Verbindungen und bieten einen Netzwerkpfad mit größerer Bandbreite als derjenigen, die mit einer einfachen Netzwerkverbindung (Link) erzielt werden kann. Die genannten Gegenstellen können andere Netzwerkswitches oder am Netzwerk angeschlossene Geräte sein, so zum Beispiel Server.
Generell ist die normale Link Aggregation, das MLT und auch die Etherchannel-Technik darauf beschränkt, dass alle physikalischen Netzwerkschnittstellen (Ports) zum Beispiel einer Link Aggregation auf einer Seite des Netzwerks an den gleichen Switch angeschlossen werden müssen. Die von Nortel entworfenen Protokolle SMLT, DSMLT und RSMLT heben diese Einschränkung auf und erlauben die physikalischen Anschlüsse auf zwei Netzwerkswitches auf einer Netzwerkseite zu verteilen.
Die Split Multi-Link Aggregation ermöglicht somit auch die Nutzung von normalerweise durch das Spanning-Tree-Protokoll unterbundenen Mehrfachverbindungen innerhalb eines Ethernet-Netzwerks. Damit ist eine aktive Lastverteilung und die Einrichtung eines Hochverfügbarkeitsnetzwerkes mit einer Verfügbarkeit von 99,999 % möglich.
Für jedes zur Übertragung anstehende Datenpaket wird auf Basis eines Lastverteilung-Algorithmus einer der verfügbaren physikalischen Übertragungswege (Link) ausgewählt, normalerweise wird dazu eine Hashfunktion auf die Media Access Control (MAC)-Adresse des Quell- und Zielgerätes angewendet. Bei normalem Netzwerkverkehr führt dies in der Regel zu einer effektiven Bandbreite der logischen Verbindung, die der Summe der Bandbreiten der einzelnen physikalischen Verbindungen entspricht. Bisher wurde durch das Spanning-Tree-Protokoll eine Mehrfachverbindung (Schleife, Loop) zwischen verschiedenen Netzwerksegmenten verhindert. Die damit sicherheitshalber entstandenen redundanten Verbindungen können mit SMLT nun bis zu ihrer ganzen Leistungsfähigkeit ausgeschöpft werden.
Das Protokoll ist unter dem US-Patent 7173934 geschützt; mit dem Kauf von Nortel durch Avaya im September 2009 wurde Avaya Inhaber des Patents. Avaya bietet Switches an, die SMLT unterstützen.